# Гус-Хрустални
Гус-Хрустални (рус. Гусь-Хрустальный) град је у Русији у Владимирској области. Налази се на обалама реке Гусе, притоци реке Оке, 63 километара јужно од Владимира. Каткада се Гус-Хрустални убраја у градове Златног круга. Према попису становништва из 2010. у граду је живело 60.773 становника.
Име града се може превести као кристална гуска (налази се на реци Гус, што значи гуска); град је познат као један од најстаријих средишта индустрије стакла у Русији.
Гус-Христални је основан средином 18. века, заједно са изградњом фабрике кристала. Добио је статус града 1931. године.

## Становништво
Према прелиминарним подацима са пописа, у граду је 2010. живело 60.773 становника, 6.348 (9,46%) мање него 2002.
| 1939.  | 1959.  | 1970.  | 1979.  | 1989.  | 2002.  | 2010.  |
| ------ | ------ | ------ | ------ | ------ | ------ | ------ |
| 40.225 | 54.158 | 64.516 | 71.598 | 76.360 | 67.121 | 60.784 |